# Ioffe (cráter)

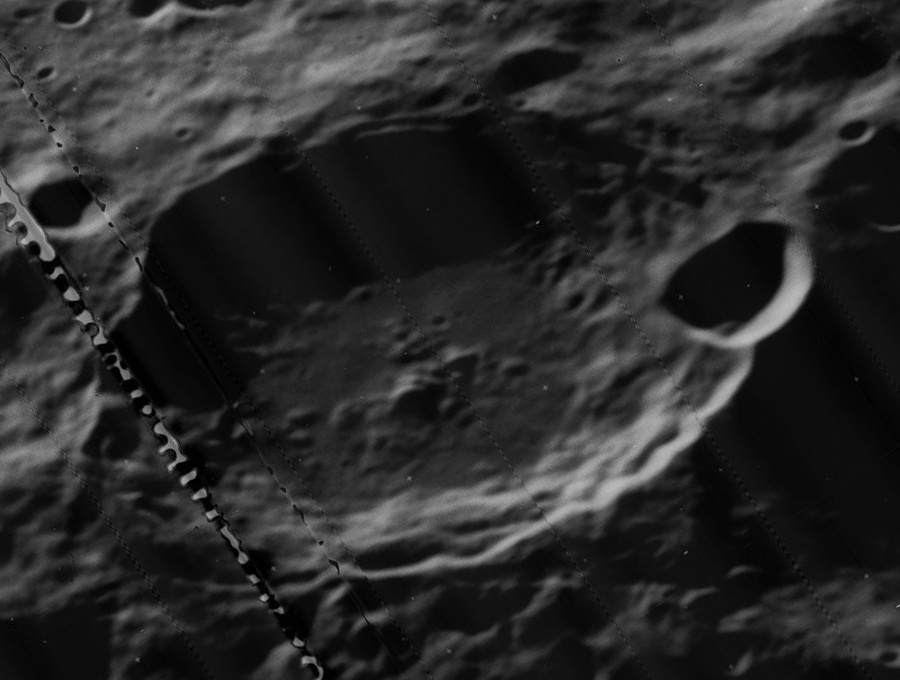
Imagen oblicua Lunar Orbiter 5
(rayado contenido en el original)

Ioffe es un cráter de impacto situado en la cara oculta de la Luna. Se encuentra al sur de la llanura amurallada del cráter Hertzsprung, y está unido al borde exterior suroeste de Fridman. Solo un tramo corto de terreno separa Ioffe de Belopol'skiy al sureste.
Se trata de un cráter relativamente reciente, con un borde exterior bien definido y una pared interior aterrazada, aunque el borde exterior ha sido marcado por impactos posteriores. Un cráter más pequeño se halla en el borde del contorno donde Ioffe se une a Fridman. También aparece un cráter pequeño en el lado noroeste del brocal. El suelo interior es relativamente plano, con la excepción de una cresta baja y desigual de material que se extiende desde el este del punto medio hasta la pared interior sursudoeste. El interior está libre de impactos notables.
|  |

## Exploración espacial
En las inmediaciones del cráter, fuera del brocal al suroeste, se estrelló la sonda norteamericana Ranger 4, debido a un fallo en la cámara el 23 de abril de 1962. Esta sonda fue el primer objeto norteamericano en tener contacto con la Luna. Para entonces los soviéticos llevaban más de dos años de ventaja en este aspecto con su sonda Luna 2.